# Kushnoor Thana, Aurad
Kushnoor Thana là một làng thuộc tehsil Aurad, huyện Bidar, bang Karnataka, Ấn Độ.